# Olivera Lakić

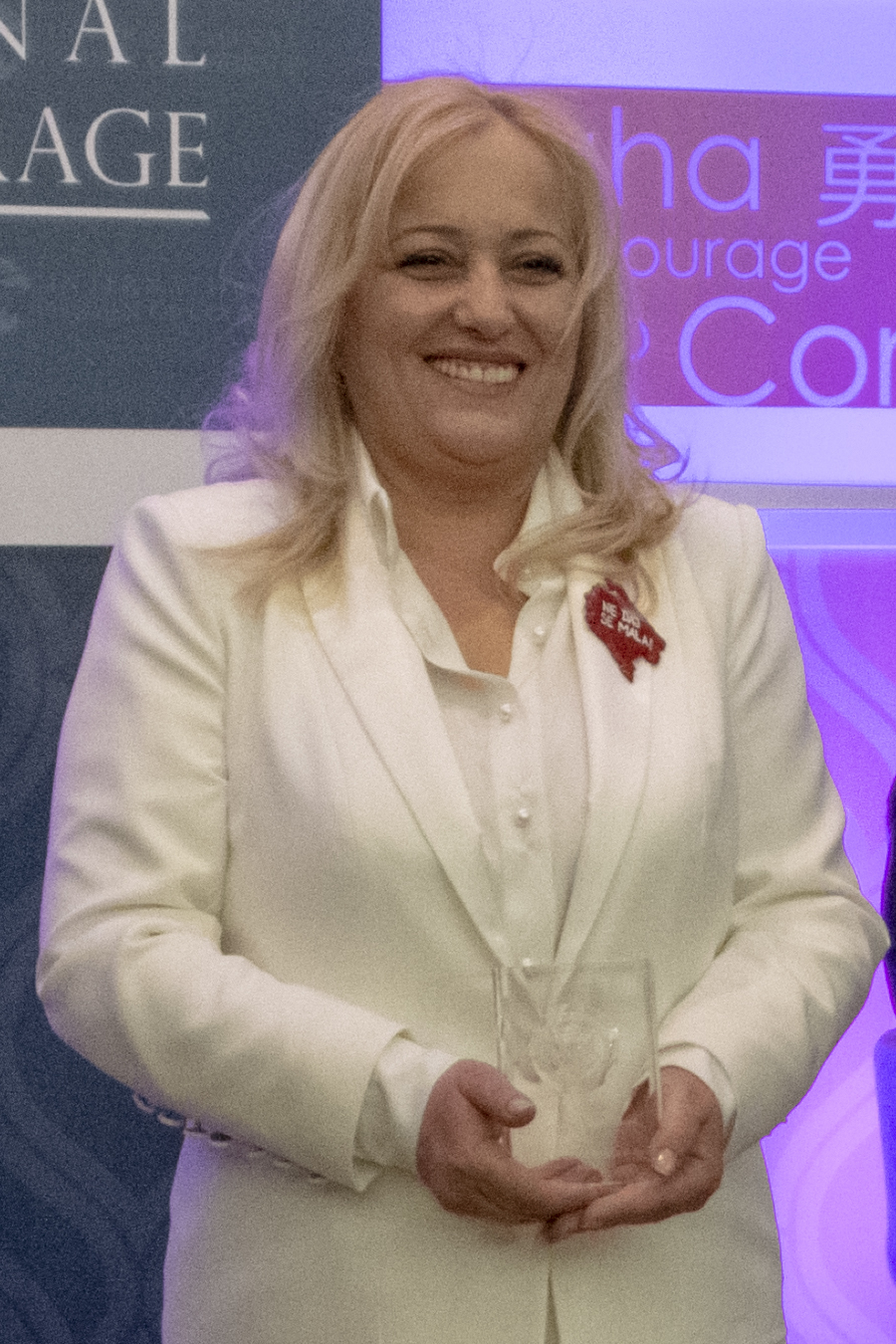
Olivera Lakić (2019)

Olivera Lakić (* in der SFR Jugoslawien) ist eine montenegrinische Journalistin. Sie erhielt 2019 den International Women of Courage Award des Außenministeriums der Vereinigten Staaten.

## Beruf
Olivera Lakić ist eine investigative Reporterin der unabhängigen Tageszeitung Vijesti. Seit 2002 hat sie sich einen Ruf als engagierte und angesehene Journalistin erworben, die über Kriminalität und Korruption berichtet und dies auch unter großen persönlichem Risiken. Nach einer Reihe von Artikeln zum Schwarzhandel mit gefälschtem Tabak erhielt Lakić 2011 anonyme Drohungen, in denen sie gewarnt wurde, dass sie und ihre Tochter Repressalien ausgesetzt wären, wenn sie nicht aufhören würde zu berichten. Unbeeindruckt berichtete sie weiter und im folgenden Jahr wurde sie vor ihrem Haus in Podgorica angegriffen. Sechs Jahre später schoss ihr ein Angreifer an fast derselben Stelle am 8. Mai 2018 ins Bein. Der Schütze entkam unerkannt und konnte nicht ermittelt werden. Trotzdem betrachtet Lakić die Bedrohung ihrer Tochter 2011 als den schwersten Angriff auf sich und ihre Familie.

## Engagement und Ehrung
Olivera Lakić ist in Montenegro ein Symbol für die Pressefreiheit und Gefährdung von Journalisten geworden. Am 7. März 2019 erhielt sie den “International Women of Courage Award”. Unter den zehn Ausgezeichneten des Jahres waren Frauen wie Razia Sultana aus Bangladesch, Moumina Houssein Darar aus Dschibuti oder Khalida Khalaf Hanna al-Twal aus Jordanien. Der Preis wurde ihnen von Melania Trump und Außenminister Mike Pompeo verliehen.